# جشنواره فیلم ایسکیا
جشنواره فیلم ایسکیا (انگلیسی: Ischia Film Festival) یک جشنواره فیلم سالانه است که در ایسکیا، ایتالیا برگزار می‌شود.
دوره پانزدهم این جشنواره از ۳۰ ژوئن آغاز در ۷ ژوئیه ۲۰۱۸ به مدیریت بنیانگذار آن یعنی میکل آنژ مسیینا پایان یافت. مسابقه بین‌المللی فیلم‌های برجسته، فیلم‌های کوتاه و مستند در این جشنواره به اجرا در می‌آید.